# Tsonye
Tsonye är ett periodiskt vattendrag i Botswana.   Det ligger i distriktet Southern District, i den södra delen av landet, 50 km sydväst om huvudstaden Gaborone.
Omgivningarna runt Tsonye är huvudsakligen savann. Runt Tsonye är det mycket glesbefolkat, med 3 invånare per kvadratkilometer.